# Höckerschnabelente
Die Höckerschnabelente (Sarkidiornis sylvicola, Syn.: Anas carunculata) ist eine Vogelart aus der Familie der Entenvögel (Anatidae). Die Art hat ein großes Verbreitungsgebiet, das die Länder Panama, Kolumbien, Venezuela, Ecuador, Peru, Guyana, Suriname, Französisch-Guayana, Brasilien, Bolivien, Paraguay, Uruguay  bis ins nördliche Argentinien umfasst. Die Art gilt als monotypisch. Der Bestand wird von der IUCN als nicht gefährdet (Least Concern) eingeschätzt.

## Merkmale

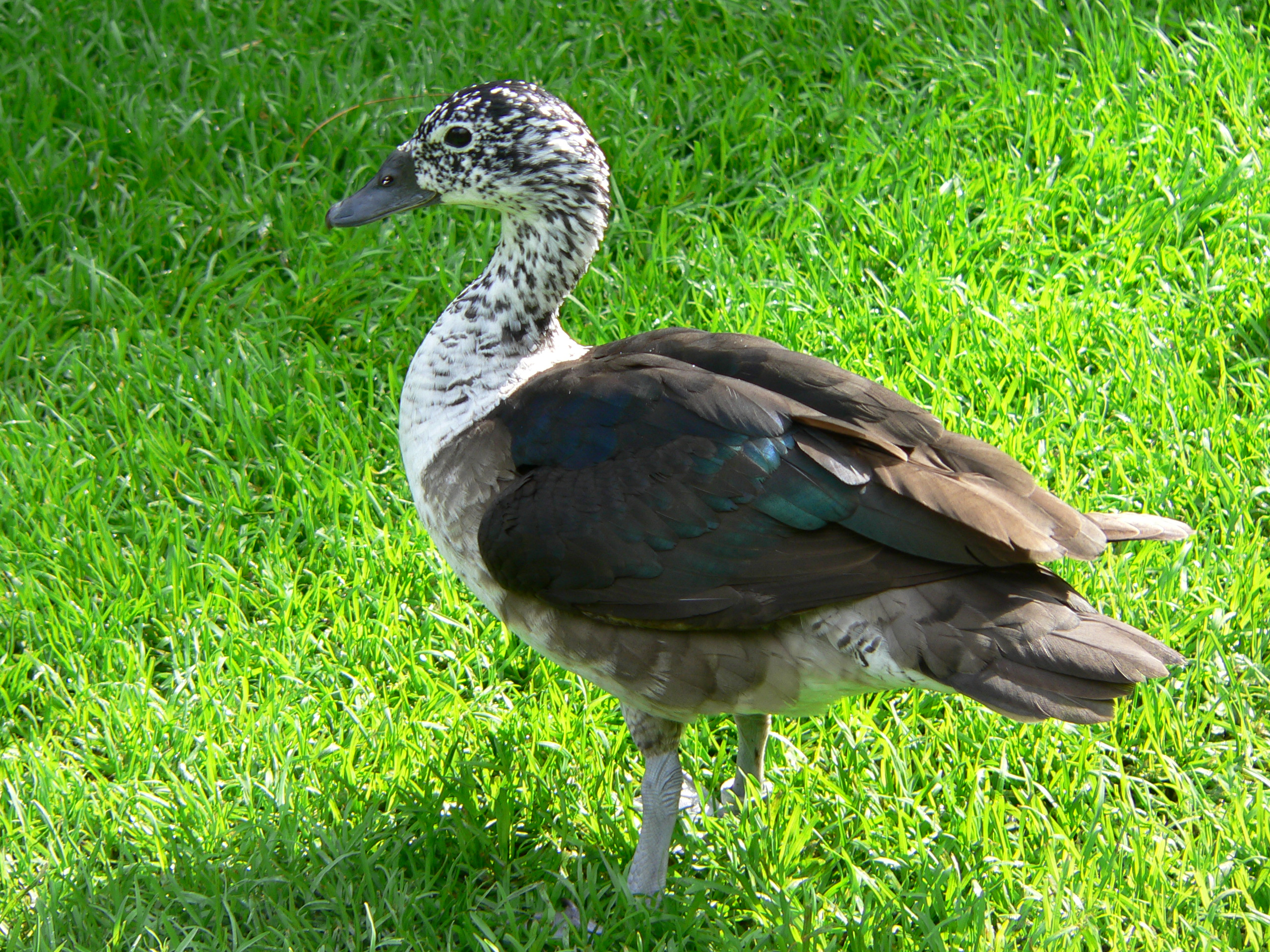
Höckerschnabelente ♀

Die männliche Höckerschnabelente erreicht bei einem durchschnittlichen Körpergewicht von 1863 g eine durchschnittliche Körperlänge von etwa 62,7 cm und einer Flügellänge von 33,6 cm. Das Weibchen hat ein durchschnittliches Körpergewicht von 1069 g bei eine durchschnittliche Körperlänge von 55,0 cm und einer Flügellänge von 28,3 cm. Der Schnabel, die Beine und die Füße sind gräulich schwarz. Nur das Männchen hat ein schwarzes Karunkel an der Schnabelbasis, welches sich während der Brutzeit vergrößert. Der Kopf und der Nacken sind weiß mit schwarzen Sprenkeln. Dabei sind die Brust und der Unterleib vollkommen weiß. Die Flanken sind schwärzlich. Die Armschwingen sind bronzefarben, die Schulterfedern violett. Jungtiere ähneln den Weibchen glänzen aber an der Oberseite weniger und sind stark gebändert mit schwärzlichen Markierungen auf der Rückseite des Halses.

## Lautäußerungen
Es wird vermutet, dass der Gesang der Höckerschnabelente ähnlich wie der der Glanzente (Sarkidiornis melanotos) klingt. Allerdings wurden die Lautäußerungen der Höckerschnabelente bisher noch nicht näher untersucht.

## Fortpflanzung
Das Paarungsverhalten der Höckerschnabelente kann von Monogamie, Haremspolygynie bis zu einer allgemeinen Polygynie reichen. Bei Haremspolygynie kann sich das Männchen mit zwei oder mehr Weibchen paaren, wobei jedoch ein Weibchen den Status einer „Königin“ hat und eine stärkere Bindung zu dem Männchen eingeht als die anderen Weibchen. Das Fortpflanzungsverhalten ist bisher nicht gut untersucht. Paare bildeten sich in Brutgebieten während der Regenzeit. Es wird vermutet, dass in niederschlagsarmen Zeiten keine Brut erfolgt. Über den Nestbau der Höckerschnabelente ist nichts bekannt.

## Verhalten und Ernährung
Die Höckerschnabelente grast an Land und schwimmt, planscht und watet in seichtem Wasser. In Venezuela ist sie oft mit Pfeifgänse-Arten, Ibissen und Löffler vergesellschaftet. Sie ernährt sich hauptsächlich durch Untersuchungen des Schlamms und das Abstreifen von Grassamen beim Waten in flachem Wasser. Vermutlich ernährt sie sich von pflanzlicher Nahrung, hauptsächlich von Samen von Gräsern, Seggen und Wasserpflanzen, Getreide und Reis, ergänzt durch wirbellose Land- und Wassertiere. Sie ist selten in großen Schwärmen unterwegs, meist in kleinen Gruppen, darunter Paare, Männchen mit mehreren Weibchen oder kleine Gruppen gleichgeschlechtlicher Vögel.

## Verbreitung und Lebensraum

Verbreitungsgebiet (grün) der Höckerschnabelente

Die Art kommt in verschiedenen Lebensräumen vor, darunter Süßwassersümpfe und Lagunen, Flussdeltas, überschwemmte Auen, bewaldete Flüsse und Reisfelder. Sie ist oft in Verbindung mit Pfeifenten und manchmal Orinokogänsen anzutreffen. Höckerschnabelenten bevorzugen Gebiete mit Bäumen und anderen Sitzplätzen. Normalerweise kommt sie in Teichen, Llanos, Reisfeldern und angrenzenden Wäldern vom östlichen Panama und Trinidad südwärts über Kolumbien und Venezuela bis nach Zentralargentinien in Höhenlagen von bis zu 300 m vor.

## Migration
Die Höckerschnabelente ist meist ein Standvogel. Saisonal bedingt kann sie je nach Wasserverfügbarkeit in der Trockenzeit auch weiterziehen. Irrgäste wurden schon in den Hochanden beobachtet. Ebenso wurden auf Aruba, auf Bonaire und auf Curaçao schon Exemplare gesichtet.

## Etymologie und Forschungsgeschichte
Die Erstbeschreibung der Höckerschnabelente erfolgte 1907 durch Hermann von Ihering und Rodolpho von Ihering unter dem Namen Sarkidiornis sylvicola. Als Verbreitungsgebiet gaben sie Primeira Cruz im Bundesstaat Maranhão an. 1838 führte Thomas Campbell Eyton die für die Wissenschaft neue Gattung Sarkidiornis ein.  Dieser Begriff ist ein Wortgebilde aus altgriechisch σαρκιδιον, σαρξ, σαρκος sarkidion, sarx, sarkos, deutsch ‚kleines Fleischstück, Fleisch‘ und altgriechisch ορνις, ορνιθος ornis, ornithos, deutsch ‚Vogel‘. Der Artname sylvicola setzt sich aus lateinisch silva ‚Wald‘ und lateinisch -cola, colere ‚-bewohnend, Bewohner‘ zusammen. Anas carunculata Lichtenstein, 1819 wird heute als Synonym zur Nominatform betrachtet. Da Louis Pierre Vieillot bereits 1816 den Namen Anas carunculata für die Lappenente (Biziura lobata) verwendet hatte, gilt Lichtensteins Name nach den Internationalen Regeln für die Zoologische Nomenklatur als vorbelegt. Alfred Laubmann betrachtete die Art in seinem Werk Die Vögel von Paraguay durch John Graham Kerr in Waikthlatingmayalwa im Gran Chaco und durch Arnaldo de Winkelried Bertoni in und Monte Sociedad am Río Pilcomayo als nachgewiesen für Paraguay. Laubmann selbst lag kein Balg zur Analyse vor.